# فرانسیس پیازکی
فرانسیس پیازکی (لهستانی: Francis Piasecki; ۲۸ ژوئیهٔ ۱۹۵۱ – ۶ مارس ۲۰۱۸) بازیکن و مربی فوتبال اهل فرانسه بود.
از باشگاه‌هایی که در آن بازی کرده‌است می‌توان به باشگاه فوتبال متس، باشگاه فوتبال سوشو، باشگاه فوتبال استراسبورگ، باشگاه فوتبال پاری سن ژرمن و باشگاه فوتبال والنسین اشاره کرد.
وی همچنین در تیم ملی فوتبال فرانسه بازی کرده‌است.